# Ulrich Scherping

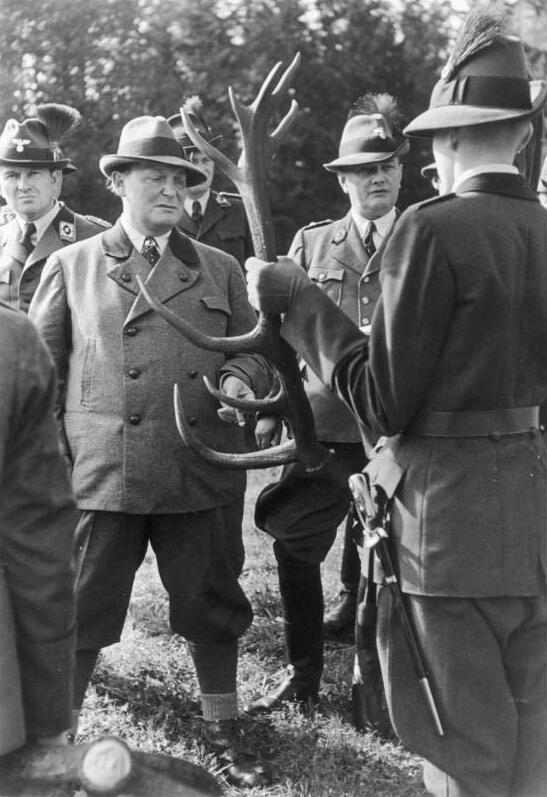
Ulrich Scherping till höger, Hermann Göring i mitten.

Ulrich Scherping född 12  juli 1889, död 15 november 1958, var en tysk jägare och jaktvårdstjänsteman, sedan 1936 SS-Oberführer.

## Jaktvårdare
Scherping som var utbildad forstmästare var redaktör för Der Heger en tysk jaktvårdstidskrift 1920-1926, sedan kanslichef och ordförande i flera olika jägarorganisationer. Han medverkade vid utarbetandet av en ny preussiska jaktlagen som låg till grund för den 1934 införda tyska riksjaktlagen. 1933 blev han chef för Reichsjagdamt, en nybildad riksjaktmyndighet och när Deutsche Jägerschaft grundades 1934 blev han överstejägmästare och dess kanslichef. Efter kriget var Scherping 1954-1958 kanslichef i det på demokratiska grunder organiserade Deutscher Jagdschutzverband.

## Nazist
Scherping blev 1933 medlem i NSDAP och SS. Redan 1936 befordrades han till SS-Oberführer.